# سیرجین عبده
سیرجین عبده (انگلیسی: Serigne Abdou Thiam; ۲۸ فوریهٔ ۱۹۹۵ – ۲۷ سپتامبر ۲۰۱۶) بازیکن فوتبال اهل قطر بود.

## باشگاهی
از باشگاه‌هایی که در آن بازی کرده‌است می‌توان به الخور اشاره کرد.

## تیم ملی
وی همچنین در تیم ملی فوتبال زیر ۲۰ سال قطر بازی کرده‌بود.